# Anna Serafińska
Anna Serafińska (ur. 9 listopada 1974 w Sosnowcu) – polska piosenkarka jazzowa.

## Życiorys

### Rodzina i edukacja
Jest wnuczką wokalistki jazzowej Carmen Moreno. Ukończyła naukę na Wydziale Jazzu i Muzyki Rozrywkowej Akademii Muzycznej w Katowicach oraz studia na wydziale pedagogiki.
W 2016 habilitowała się na Uniwersytecie Muzycznym Fryderyka Chopina w Warszawie w dziedzinie sztuk muzycznych, dyscyplina – wokalistyka, na podstawie dzieła Anna Serafińska – Groove Machine. Byłaprodziekanem Wydziału Aktorskiego Akademii Teatralnej im. Aleksandra Zelwerowicza w Warszawie i prorektorem ds. rozwoju kadry naukowej w kadencji 2020–2024. W 2022 uzyskała tytuł profesora sztuki (tzw. profesurę belwederską) w dziedzinie sztuk muzycznych. 

### Kariera zawodowa
W 1996 była chórzystką podczas występu Kasi Kowalskiej podczas 41. Konkursu Piosenki Eurowizji w Oslo. Jest laureatką licznych nagród, wyróżnień i stypendiów, m.in. międzynarodowego konkursu dla wokalistów jazzowych w ramach Montreux Jazz Festival (2004). Wzięła udział w widowisku 16.12.1981 wyreżyserowanym przez Łukasza Kobielę, które odbyło się w 30. rocznicę pacyfikacji kopalni „Wujek” w Katowicach.

## Dyskografia
Solowa
- 1997 – Nieobecni[9]
- 1999 – Melodies[9]
- 2004 – Ciepło, zimno[11]
- 2006 – Gadu Gadu[1]
- 2013 –  Groove Machine[1]

Inne
- 1999 – Tak po prostu (Poluzjanci)